# Rob de Nijs
Robert de Nijs, dit Rob de Nijs, né le 26 décembre 1942 à Amsterdam et mort le 16 mars 2025 à Bennekom, est un chanteur et acteur néerlandais.

## Biographie

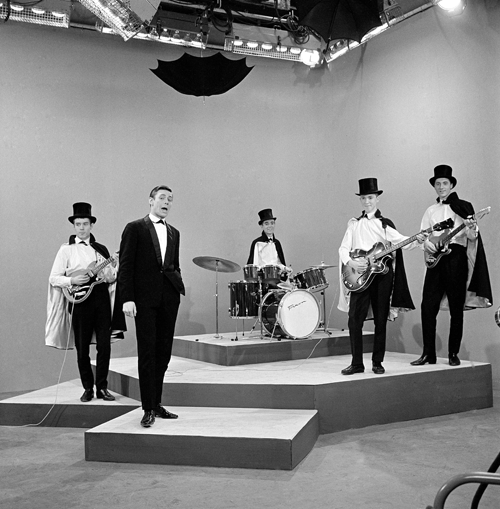
Rob de Nijs & the Lords en 1963.

## Galerie

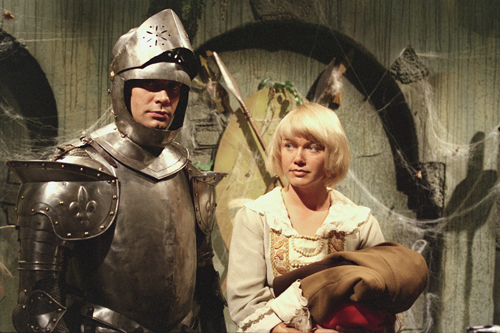
Rob de Nijs et Loeki Knol
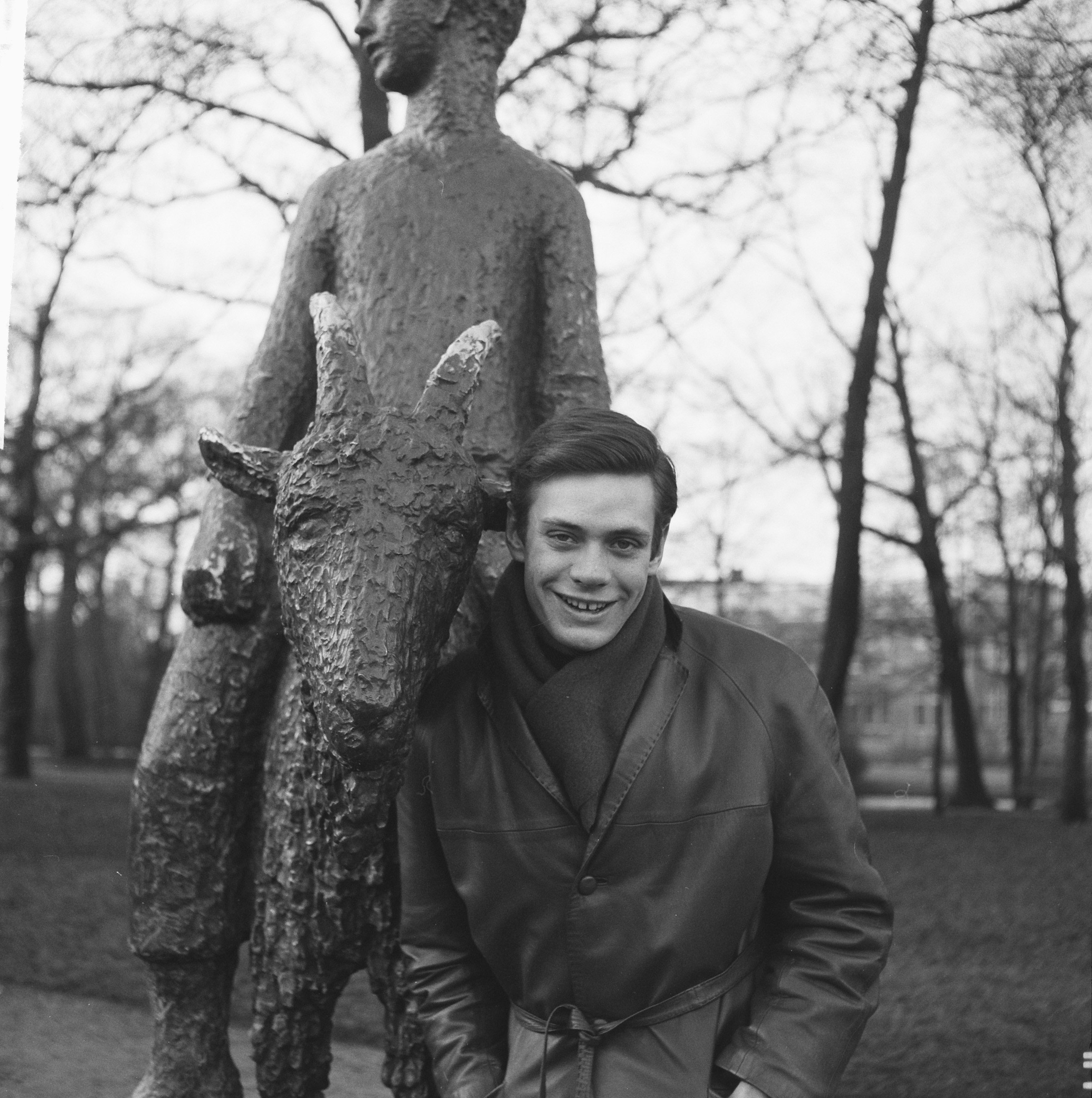
Rob de Nijs en 1964 sur une sculpture de Gerrit Bolhuis dans l'Oosterpark d'Amsterdam. Photo de Jean Smulders/Anefo.
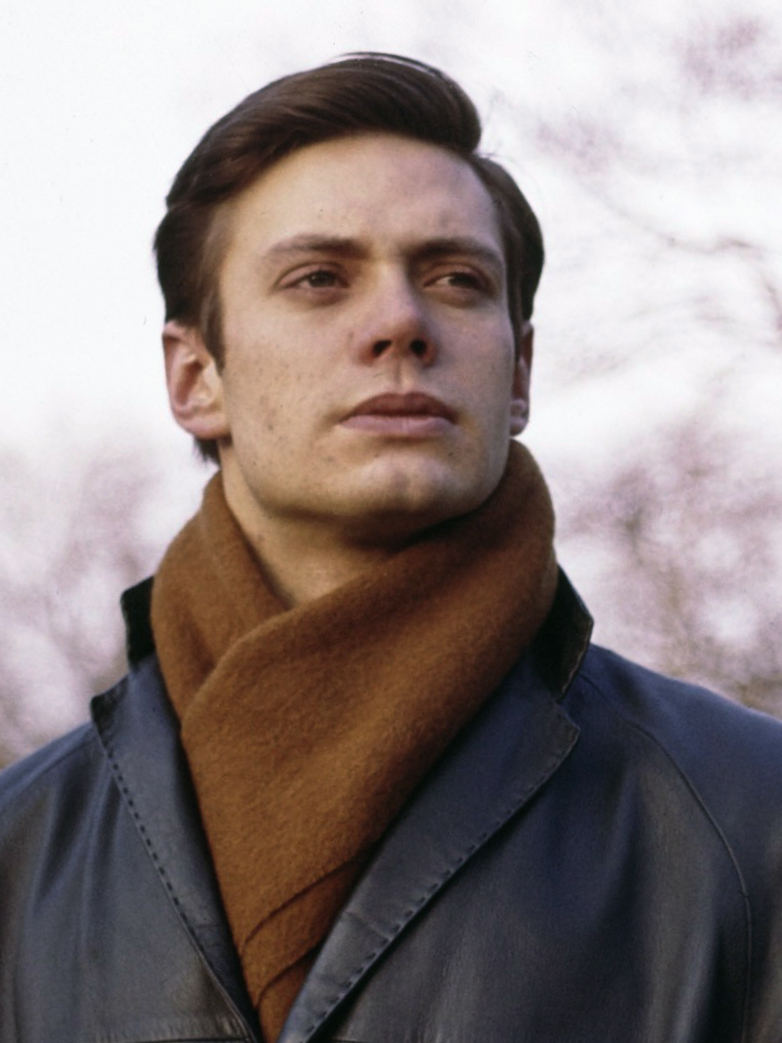
Rob de Nijs dans les années 1960. Anefo
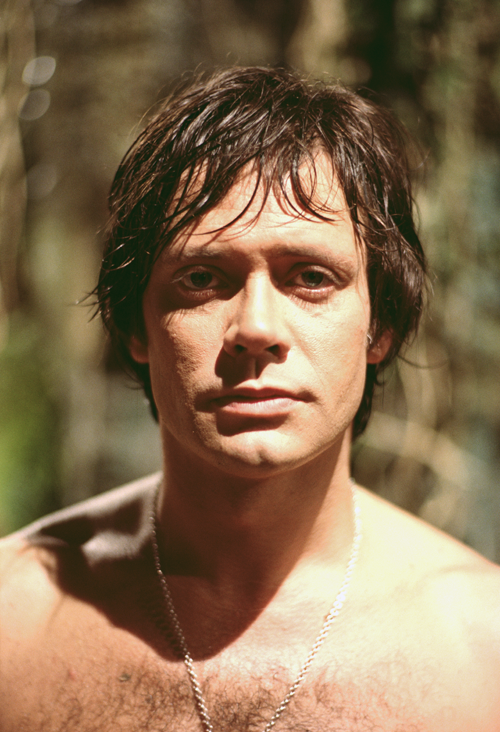
En 1974

## Discographie

### Albums
- Kijken hoe het morgen wordt
- Tussen zomer en winter
- 15 jaar
- Rob de Nij
- Met je ogen dicht
- 20 jaar 20 hits
- De regen voorbij
- Springlevend
- Roman
- Pur sang
- Rock and romance
- Vrije val
- Zilver
- De reiziger
- Compleet
- Hartslag
- 30 jaar - Vallen en opstaan
- Tussen jou en mij
- Iets van een wonder
- De band, de zanger en het meisje
- Over leven (en dansen)
- Ballades
- Tijdloos
- Engelen uitgezonderd
- 40 jaar hits - Het allerbeste van
- Vanaf vandaag

### Singles
- Voor Sonja doe ik alles
- Ritme van de regen
- How do you do it
- Trees / Mijn stil verdriet
- Hé mama
- Loop naar de maan
- Troela troelala
- Anna Paulowna
- Jan Klaasen de trompetter
- Dag zuster Ursula
- Hé speelman
- Mirella
- Malle Babbe
- Onweer
- Zet een kaars voor je raam
- Ik laat je vrij
- Bier is bitter
- Het werd zomer
- De pieper
- Gisterenavond
- Zondag
- Zonder jou
- Dat is alles
- Hou me vast (want ik val)
- Ik wil je
- Ik geloof in jou
- Bo
- 'n Beetje meer
- Weerzien
- Johnny soldaat
- Zeg maar niets
- Alles wat ademt
- That's nice
- Ontmoeting
- 't Is nooit te laat
- Het land van Maas en Waal
- Duet (Ik hou alleen van jou)
- Rendez vous
- Toerist in paradijs
- Girls for sale
- Huis in de zon
- De wereld
- Natte kerst / Iets van een wonder
- De donder rolt
- Banger hart
- Lucinde
- De tijd staat stil
- Nu het om haar gaat
- Geloof me
- Blauw maandag
- Zo zal het zijn
- De laatste zomer van de eeuw
- Deze zee